# Sext Juli Africà
Sext Juli Africà (llatí: Sextus Iulius Africanus)  (Èlia Capitolina, c. 160 - Jerusalem, c. 240 (Gregorià)) fou un escriptor romà del segle iii i de religió cristiana que va escriure en llengua grega.

## Biografia
Probablement nadiu de Líbia, perquè la Suda l'anomena «Africà» (grec antic: Ἀφρικανός, és a dir, del nord d'Àfrica) encara que va viure la major part de la seva vida a Emmaús (Palestina) on hauria nascut, segons Jeroni i altres. Quan la ciutat d'Emmaús va ser destruïda pel foc, el van enviar davant de l'emperador Elagàbal per demanar la seva restauració. Aconseguida la petició, la nova ciutat es va dir Nicòpolis (221). Després, Africà va anar a Alexandria per tal d'escoltar el filòsof Hèracles, que més endavant seria bisbe de la ciutat. Els autors sirians posteriors afirmen que Africà també va ser bisbe, i va ser un dels més coneguts entre els primers autors cristians. Sòcrates Escolàstic diu que tenia una autoritat semblant a la d'Orígenes i Climent d'Alexandria, i per una carta seva sobre la història de Susanna dirigida a Orígenes, sembla que coneixia l'hebreu.

## Obra
L'obra més important de Sext Juli Africà va ser un Cronicó en cinc llibres (πεντάβιβλιον χρονολογικόν), que comença a la creació del món, l'any 5500 aC segons els seus càlculs, fins a l'època d'Elagàbal, el 221. Aquesta obra s'ha perdut, però Eusebi de Cesarea en va extreure moltes parts i les va incorporar a la seva Chronographia. Altres fragments els van recollir Jordi Sincel·le i Jordi Cedrè. Sext Juli copià de Manetó, adaptant-lo a la seva mentalitat cristiana, redactant amb afany apologètic més que d'historiador.
Resten alguns escrits, entre ells una carta sobre la genealogia de Jesús. Hi ha una obra atribuïda a Sext Juli titulada Κεστοί ('corretges brodades'), en referència al conegut cinyell d'Afrodita. Hi ha dubtes sobre si en va ser l'autor, però ja de ben d'antic li atribuïen aquesta obra. La Suda esmenta que estava compost per un total de 24 llibres, però Foci diu que n'eren catorze i Jordi Sincel·le parla de nou. Es diu que tractava d'una gran varietat de temes, de medicina, agricultura, història natural, art de la guerra i altres, i sembla que era una mena de recull de les diverses lectures de l'autor. Sembla ser el mateix personatge que Sext Juli Africà, escriptor de veterinària romà, d'època incerta, que va deixar una obra sobre temes mèdics, publicada en traducció llatina el 1530 i després en grec el 1537.

### Tal·los
Africà afirma en la seva obra que, segons Tal·los, hi hagué un eclipsi de sol l'any 29 dC i que aquest eclipsi s'hauria d'identificar com a causa la foscor que cobrí la terra ran l'agonia de Jesús a la creu (vegeu Lluc 23.44-45). De l'esmentat Tal·los només sabem que era un autor grec o samarità de la segona meitat del segle i i que va escriure una història universal en tres volums. Africà refusa l'explicació de Tal·los i interpreta la foscor com un prodigi sobrenatural. Així doncs Tal·luos, historiador del segle i, descriu els fenòmens còsmics que envoltaren la mort de Jesús com a fets naturals.